# Hérissart
Hérissart é uma comuna francesa na região administrativa de Altos da França, no departamento de Somme. Estende-se por uma área de 7,39 km². Em 2010 a comuna tinha 658 habitantes (densidade: 89 hab./km²).